# ألفرد بيرنستاين
ألفرد بيرنستاين (بالإنجليزية: Alfred Bernstein)‏ هو نقابي أمريكي، ولد في 1911، وتوفي في 2003.